# Áder János
Áder János (Csorna, 1959. május 9.–) magyar jogász, politikus, 2012 és 2022 között Magyarország köztársasági elnöke. 1990 és 2009 között a Fidesz országgyűlési képviselője, 1997–98-ban, ill. 2006–2009 között az Országgyűlés alelnöke, 1998–2002 között elnöke. 2002–2003-ban ügyvezető alelnök a Fideszben, 2002-től 2006-ig a párt országgyűlési frakciójának vezetője. 2009-től 2012-ig európai parlamenti képviselő, 2012-ben januártól októberig az Európai Parlament Környezetvédelmi, Közegészségügyi és Élelmiszer-biztonsági Bizottsága alelnöke.
2012. április 16-án Orbán Viktor javaslatára a Fidesz-KDNP frakciószövetség államfőjelöltje lett. Május 2-án az Országgyűlés köztársasági elnökké választotta, az Alaptörvény rendelkezése szerint 8 nappal később, 2012. május 10-én lépett hivatalba. 2017. március 13-án újraválasztották a köztársasági elnöki tisztségében. A 2021-es Befolyás-barométer szerint ő volt Magyarország 26. legbefolyásosabb személye.

## Élete
Az általános iskolát Csornán végezte. 1977-ben érettségizett a győri Révai Miklós Gimnáziumban. 1977–78-ban Kalocsán mint előfelvételis teljesített sorkatonai szolgálatot.
1978-ban felvették az Eötvös Loránd Tudományegyetem Állam- és Jogtudományi Karára, ahol 1983-ban diplomázott. Egyetemi évei alatt a ELTE Jogász Társadalomtudományi Szakkollégium (jelenlegi nevén Bibó István Szakkollégium) tagja volt. Az egyetem elvégzése után a Budapest VI. kerületi Tanács lakáscsere osztályán dolgozott előadóként. 1985-től 1990-ig az MTA Szociológiai Kutatóintézetében dolgozott tudományos munkatársként. Kutatási területe az Országgyűlés törvényalkotó munkája volt. Emellett ügyvédi szakvizsgát tett.

### Politikai pályafutása
A Fideszbe 1988 áprilisában lépett be. 1989-ben az Ellenzéki és a Nemzeti Kerekasztal-tárgyalások résztvevője volt. Ugyanebben az évben az újonnan alakult Országos Választási Bizottság tagjává választották. 1990-ben az országgyűlési, 1994-ben pedig az országgyűlési és az önkormányzati választáson a Fidesz kampányfőnöke volt.
1990. december 29-én megválasztották az Állami Számvevőszék szervezetének és működésének felülvizsgálatát végző ad hoc bizottság tagjává.
Az 1990-es országgyűlési választáson egyéni megméretésen harmadik helyen végzett Budapest 24. választókerületében, majd lemondott az SZDSZ-es jelölt javára, pártja országos listájáról szerzett mandátumot. 1990 decemberében a Fidesz-frakció helyettes vezetőjévé választották, tisztségét 1992-ig töltötte be. Az év februárjában választották a Fidesz Országos Választmányának elnökévé. 1993 áprilisában a párt debreceni, V. kongresszusán kinevezték a Fidesz alelnökévé, májusban pedig a párt ügyvezető alelnöke lett.
Az 1994-es országgyűlési választáson újra az országos listáról szerzett mandátumot. 1995. június 17-ig tagja volt a számvevőszéki állandó bizottságnak is.
Miután 1997-ben a Fidesz-frakció a Kereszténydemokrata Néppártból kivált tagokkal bővült, az Országgyűlés negyedik legnagyobb frakciója lett és így Ádert választották az Országgyűlés egyik alelnökévé. 1997-ig volt pártja ügyvezető alelnöke. Az 1998-as országgyűlési választáson a második fordulóban szerzett egyéni mandátumot (csornai választókerület). Pártja választási győzelme után őt választották az Országgyűlés elnökévé, így ő lett Magyarország egyik legfőbb közjogi méltósága. Ezt a pozícióját a ciklus végéig tartotta.
Eközben 1999-ben ismét a párt ügyvezető alelnökévé választották. A 2002-es országgyűlési választáson a csornai választókerületben az első fordulóban megvédte mandátumát. A képviselőcsoport helyettes vezetője lett, majd két hónappal később átvette a Fidesz-frakció vezetését. Pokorni Zoltán akkori pártelnök lemondása után ügyvezető alelnöki rangjában vezette a pártot a Fidesz 2003-as újjászervezéséig. Ügyvezető alelnöki tisztségét is eddig viselte. 2003-ban egyetlen jelöltként megerősítették frakcióvezetői tisztségében, megbízatása a ciklus végéig szólt. A 2006-os országgyűlési választáson újra megnyerte a mandátumot a csornai választókerületben, az alakuló ülésen megválasztották az Országgyűlés alelnökének, a korábban felajánlott frakcióvezetői posztot nem vállalta el.

### Európai parlamenti képviselő
2007-ben bejelentette, hogy indulni kíván a 2009-es európai parlamenti választáson. Miután a választáson mandátumot szerzett, lemondott országgyűlési képviselői mandátumáról; ezt követően az Európai Parlamentben politizált, 2012 tavaszáig.

### Elnöki pályafutása

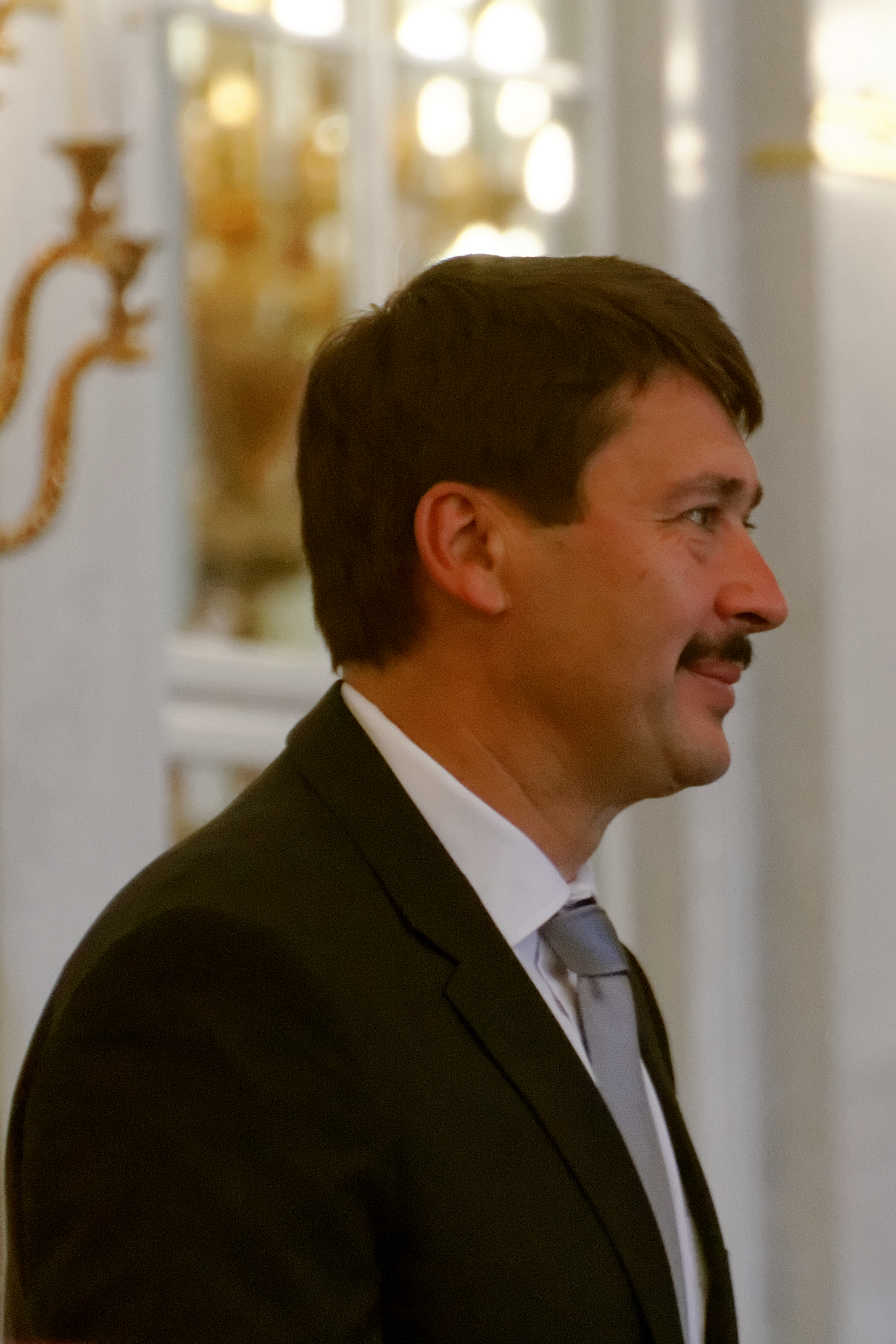
2013-ban a Sándor-palotában

Schmitt Pál lemondása után köztársasági elnöki jelöltnek a kormányzó Fidesz-KDNP pártszövetség politikájának, a „centrális erőtér” bebetonozására alkalmas személyt keresett, amire Kövér László alkalmasabbnak tűnt, Áder személye pedig kezdetben bizonytalan volt, később mégis ő lett a befutó. Bár voltak, akik bíztak abban, hogy a korábbi pártpolitikus esetleg ellensúlya lesz a kormánypártjából érkező rendelkezéseknek, ez, főleg a második ciklusa idején látványosan nem mutatkozott meg: a társadalom által vitatott és néha tüntetésekkel kísért jogszabályokat ellenvetés nélkül írta alá.
2012. április végén a Fidesz–KDNP-frakciószövetség 262 ajánlásával lett az egyetlen államfőjelölt. Az Országgyűlés május 2-án az első fordulóban kétharmados támogatással, 262 szavazattal köztársasági elnökké választotta. A 305 leadott szavazatból 3 volt érvénytelen, a kormánypárt 262 képviselője igennel, a szavazáson részt vevő egyetlen ellenzéki frakció, a Jobbik képviselői 40-en nemmel voksoltak. Jelen voltak még a Lehet Más a Politika képviselői is, ám ők nem szavaztak. A Magyar Szocialista Párt és a frakcióval nem rendelkező Demokratikus Koalíció képviselői kivonultak az ülésteremből. Áder az esküt még aznap letette, és május 10-én iktatták be hivatalába. A beiktatási ünnepség után megkapta az államfőt jogszabály szerint megillető Magyar Szent István Rend és a Magyar Érdemrend nagykeresztje a lánccal és az arany sugaras csillaggal kitüntetéseket. 2012. szeptember 26-án Út a Békéhez Díjjal tüntette ki a Szentszéknek az ENSZ-hez delegált megfigyelő missziója.
Államfőként többször nyilvánult meg a környezetvédelem ügyében, noha ezt megelőzően nyilvános megszólalása nem volt ilyen témákban. 2016-ban alapítványt is létrehozott Kék Bolygó Klímavédelmi Alapítvány néven, melyet Csepreghy Nándor korábbi államtitkár vezet. Az állam évi másfél milliárd forintos támogatásával működő, egy budai társasházban bejegyezett, kevéssé ismert alapítvány közleménye szerint öt főt foglalkoztatnak, ha pedig szükséges, neves kutatókat is bevonnak munkájukba. Mint közölték, nemzetközi szaktekintélyek műveinek publikálását tervezik, konferenciákat szerveznek, és például támogatták a budapesti Víz Világkonferencia szakmai előkészületeit. Az alapítvány egy dunai panorámás, 350 négyzetméteres irodát is bérel a Magyar Nemzeti Bank egyik alapítványától havi 2,7 millió forintért. Az alapítványnak jelentős támogatásai ellenére 2018-ban 10 millió forintos vesztesége volt. Mindezek ellenére 2019-ben másfél, 2020-ban pedig már öt milliárd forinttal támogatta a kormány a veszteséges alapítványt.
2015 januárjában bejelentette, hogy Környezeti Fenntarthatósági Igazgatóságot hoz létre a Köztársasági Elnöki Hivatalban, ennek vezetését pedig Kőrösi Csaba volt ENSZ-nagykövetre bízza. Sajtóinformációk szerint a lépés oka az lehetett, hogy Áder megpályázta volna az ENSZ főtitkári posztját Pan Gimun megbízatásának 2016-os lejárta után.
2017. március 13-án az Országgyűlés 131 szavazattal újraválasztotta köztársasági elnöknek. Kihívója, a baloldali pártok által jelölt Majtényi László 39 szavazatot kapott.
2017. április 10-én tüntetés zajlott a Sándor-palota előtt, miután ezen a napon aláírta a nemzeti felsőoktatásról szóló, pár nappal korábban beterjesztett, főleg a Közép-európai Egyetemet (CEU) érintő törvénymódosítást, amellyel kapcsolatban korábban már tüntetések kezdődtek. A tiltakozók először azt akarták elérni, hogy a törvényt küldje az Alkotmánybíróságra, majd miután ehelyett azt mégis aláírta, haragos, trágár jelzőket sem mellőző transzparensekkel demonstráltak személye ellen, amelyek a Sándor-palotai után más tüntetéseken is megjelentek; a tüntetők szerint ugyanis Áder a vitatott törvény ügyében kiszolgálta a harmadik Orbán-kormányt és nem hallgatott a tiltakozókra, illetve a törvény jelentős számú kritikusaira, akik emiatt veszélyben látták a CEU jövőjét. Áder annak dacára írta alá a törvénymódosítást, hogy annak alkotmányosságát számos ellenzéki politikus és alkotmányjogász vitatta. Számos közéleti szereplő és publicista is sarkos vagy épp csalódott kritikát fogalmazott meg vele szemben, de az ellenzéki politikusok is hasonlókép vélekedtek róla.
Április 25-én előadást tartott a környezetvédelemről a ELTE Trefort Ágoston Gyakorlóiskola meghívására, mely még a „lex CEU” aláírása előtt történt, ám ezután a CEU ügyével kapcsolatban is kérdezték a diákok. A kérdésekre válaszolva ő is elmondta, hogy nem akarja a CEU megszűnését, és szerinte a CEU-nak egy New York-i egyetemmel történő megállapodása megoldás lehet a problémára, majd azzal érvelt, hogy szerinte ugyanannyian tüntethettek volna a CEU-törvény mellett is, és hogy választania kellett a népszerűség és az elvszerűség között, ő pedig az elvszerűség mellett döntött, miután kollégáival „nem látták érveit”, hogy a parlamentnek vagy az Alkotmánybíróságnak küldje a törvényt. Az iskola tanárainak és diákjainak egy része is tiltakozott a látogatás ellen. A CEU rektorhelyettese szerint viszont Áder félretájékoztatta a diákokat és tételesen cáfolta az állításait.
2017. május 8-án tette le második ciklusának elnöki esküjét az Országházban. Beszédében kiegyezést sürgetett és a közbeszéd színvonalának drámai mértékű csökkenését nehezményezte. Az MSZP-s és DK-s képviselők nem vettek részt az eseményen, mivel szerintük Áder nem fejezi ki a nemzet egységét, Szabó Tímea, az Együtt képviselője pedig egy marionettbábuval tiltakozott, mert pártja álláspontja szerint Áder a Fidesz pártkatonája, akit Orbán Viktor irányít.
2017 őszén egy Figyelőnek adott interjúban szóba került az általa kidolgozott és azóta hatályos új választási rendszer is, amit több érvvel is próbál védeni a megváltozott képviselői helyekre és választókörzetekre hivatkozva, csakhogy arról már nem esik szó, hogy az új körzethatárokat tudatosan fideszes szempontok alapján húzták meg, ahogy a választás egyfordulóssá tétele is hozzá kötődik, amely jelentősen túlkompenzálja a győztes pártot, kényszerhelyzetbe hozva az ellenzéket. Mindezek pedig ebben az időben a korábbi pártjának, az őt is delegáló Fidesznek kedveznek. Ugyanakkor 1993-ban még teljesen más véleményen volt a külhoni magyarok szavazata kapcsán, amikor egy, a választójogi törvény módosításáról szóló vitában szó szerint úgy fogalmazott, hogy „aki részt akar venni a választásokon, költözzön vissza Magyarországra”.
Áder a Fidesz-kormány más jelentős vitákat és kritikákat kiváltó jogszabályait is ellenvetés nélkül írta alá, ilyen volt a közadatigénylésben kikérhető adatok pénzért történő kiadását lehetővé tévő törvény, a pártok köztéri plakátolását nehezítő törvény, az elrendelhető túlórákra vonatkozó törvény, az MTA kutatóintézeteit érintő törvény, a köznevelési törvény, az egészségügyi ellátásra vonatkozó tb-törvény, a színházak finanszírozását érintő törvény, valamint a képviselők jogállását érintő törvény és a Házszabály módosítása. Később a nem- és névváltoztatás lehetőségét eltörlő törvényt, majd a Budapest–Belgrád vasútvonal beruházását titkosító és a kulturális szféra dolgozóinak közalkalmazotti státuszát elvonó törvényt is aláírta.
Közben elfogadták azt a Gulyás Gergely kancelláriaminiszter által benyújtott törvényjavaslatot, amely az államfői illetményt lényegében megduplázza 2020-tól, így Áder fizetése ettől kezdve havi másfél millióról hárommillió forintra emelkedett.
A 2020 elején kitört koronavírus-járvány idején elfogadott, és az ellenzék által vitatott koronavírus-törvényt is aláírta, majd kinevezte Dr. Erőss Monikát, Varga Judit igazságügyi miniszter anyósát az Országos Bírósági Hivatal elnökhelyettesének.
2021 májusában feleségével létrehozták a Regőczi István Alapítványt a koronavírus-járvány következtében árván vagy félárván maradt gyermekek megsegítésére.
2021 júniusában azt a belföldi és nemzetközi felháborodást kiváltó, úgynevezett „pedofil ellenes törvényt” is aláírta, amit nem sokkal korábban fogadott el az országgyűlés, miután az eredetileg a pedofília szigorúbb szankcionálását célzó törvénybe utólag a homoszexualitás bemutatását korlátozó kitételek is belekerültek, ami a bírálók szerint összemossa a pedofíliát a homoszexualitással, korlátozva utóbbi társadalmi elfogadását. A kormány szerint viszont a jogszabály csak a 18 éven aluliak védelmét szolgálja, afelett szabadon rendelkezhet mindenki a szexuális orientációjáról. A Sándor-palota előtt is volt demonstráció ez ügyben, sokan levélben fogalmazva meg Áder számára kifogásaikat. Áder közleménye viszont a kormány érveivel volt azonos, eszerint „minden gyermeknek joga van a megfelelő testi, szellemi és erkölcsi fejlődéséhez szükséges védelemhez és gondoskodáshoz […] az új törvény a 18 év felettiek alkotmányos jogait nem korlátozza, a 18 év alattiak védelmére vonatkozó alkotmányos kötelezettséget viszont kiteljesíti”, ezen kívül szerinte nem sérti az Alaptörvényt sem.

### Elnöksége után

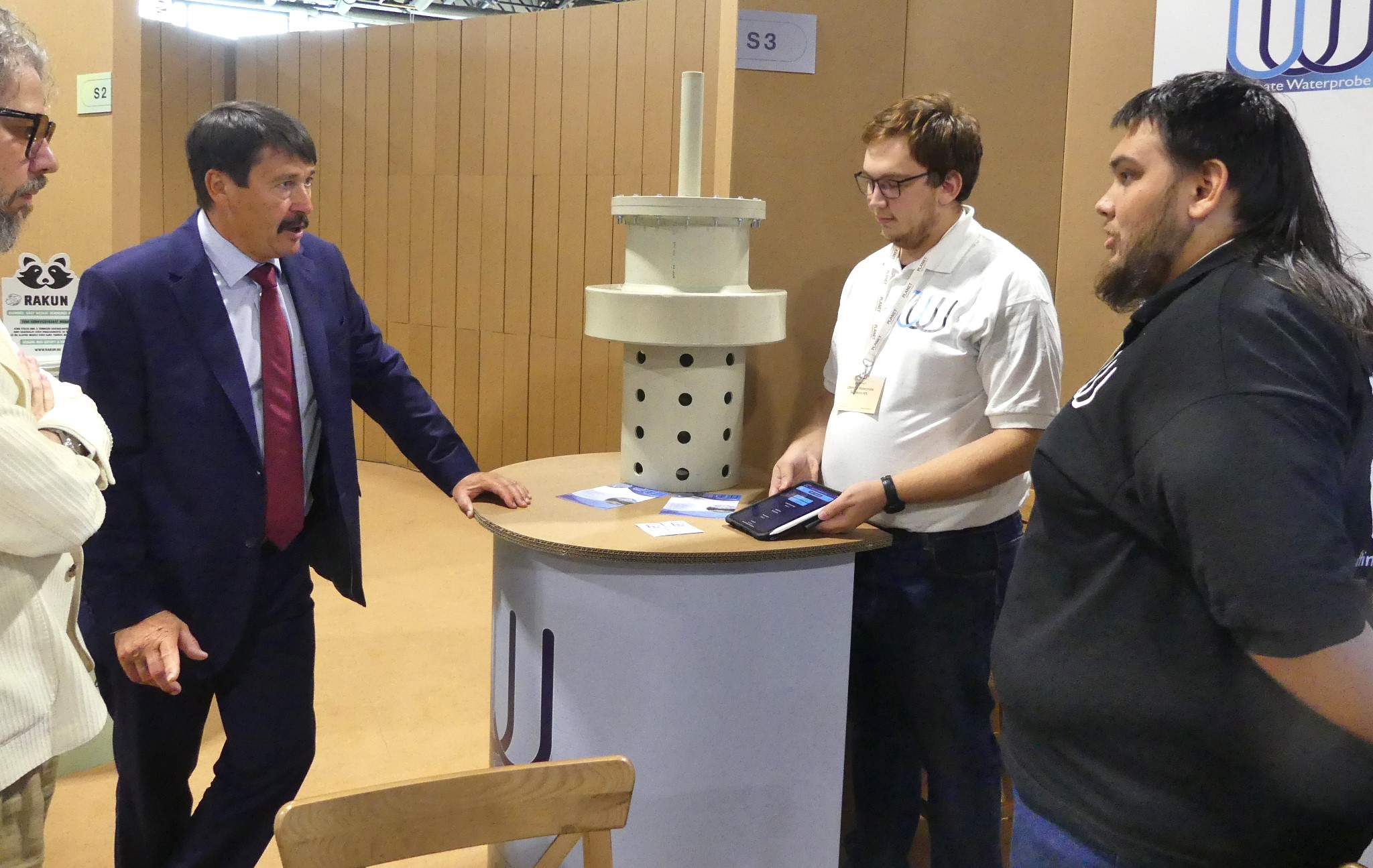
A Planet Budapest 2023 Kiállításon

Elnöki ciklusa végén derült ki, hogy volt államfőként egy olyan svábhegyi luxusvillába költözik, amit majdnem egy milliárd forint értékben bővítettek ki, ehhez ráadásul egy külön kormányrendeletet is hoztak, hogy a kerület ingatlanépítési szabályait megkerülhessék. Ádert ellenzéki oldalról fel is szólították, hogy ne fogadja el az ingatlant, főleg azután, hogy adóbevallása szerint három ingatlannal is rendelkezik.
Már 2020-ban elkezdte saját podcast műsorait készíteni, amit elnöksége után is folytatott – ugyanakkor más források szerint csak 2022 szeptemberében kezdte el a podcast adásokat. A műsor az alapítványa után a Kék bolygó címet kapta és környezetvedelmi, valamint kultúrális témákkal foglalkoznak benne. Figyelmet keltett a 2023. február 13-i Akkumulátorok – a zöld jövő vagy szennyező jelen? című 66. adása, amiben a nagy tiltakozásokat kiváltott Debrecenbe tervezett akkumulátorgyár építésére reagált, ebben Kaderják Péter, a Magyar Akkumulátor Szövetség ügyvezetője, korábbi fideszes államtitkár volt a vendége, a műsorban pedig a beruházás és az akkumulátorok mellett igyekeztek érvelni, kiemelve, hogy az szerintük nem veszélyezteti a lakosság ivóvízkészletét. A műsorban az akku „démonizálása” is felmerült, noha a kritikákban nem magával a berendezéssel volt probléma, hanem a gyártástechnológiával, illetve a helyi lakosság véleményének negligálásával. A műsorból utólag kivágták azt a kevés mondatot is, amik az akkugyártás veszélyeiről szóltak, hogy így csak pozitívumok szerepeljenek benne.

## Kitüntetései (válogatás)
- A Magyar Érdemrend nagykeresztje a nyaklánccal és az arany sugaras csillaggal (2012) „Magyarország köztársasági elnöke a Magyar Szent István Rend és a Magyar Érdemrend nagykereszt a nyaklánccal és az arany sugaras csillaggal fokozatának kitüntetettje.”[62]
- Magyar Szent István-rend (2012) „Magyarország köztársasági elnöke a Magyar Szent István Rend és a Magyar Érdemrend nagykereszt a nyaklánccal és az arany sugaras csillaggal fokozatának kitüntetettje.”[63]

## Családja
Édesapja, Áder János (1932–1980) bolti eladóként dolgozott, később Csornán és környékén különböző kereskedelmi egységeknél működött mint boltvezető-helyettes. Édesanyja, Szabó Terézia (sz. 1936) a Csornai Kórházban volt könyvelő, majd nyugdíjba vonulásáig a kórház gazdasági igazgatóhelyettese volt. Szülei katolikus vallásúak, egyetlen pártba sem léptek be. Húga, Annamária (sz. 1960) biológia–földrajz szakos gimnáziumi tanár, Pölöskei Gábor labdarúgó felesége. Pölöskei Gáborné a harmadik Orbán-kormány alatt, 2014 júliusától az Emberi Erőforrások Minisztériuma (EMMI) köznevelési intézményrendszer fejlesztéséért felelős helyettes államtitkára, 2016. március 1-től a Klebelsberg Intézményfenntartó Központ (KLIK) vezetője, 2017. január 16-tól a Nemzetgazdasági Minisztériumban (NGM) szakképzésért és felnőttképzésért felelős helyettes államtitkár.
Nős, felesége Herczegh Anita, akivel az egyetemen ismerkedett meg, és 1984-ben összeházasodtak. Párja 1987-ben szerzett jogi diplomát, majd bírói hivatása önkéntes átmeneti felfüggesztéséig a Fővárosi Törvényszék Cégbíróságán dolgozott.
Három leány- és egy fiúgyermek édesapja. Gyermekei közül Borbála (sz. 1988), a legidősebb lány maga is jogász lett. András (sz. 1990) gazdasági főiskolát végzett, 2014. október 17-től kiemelt multimédiás újságíró beosztásban alkalmazza az állami MTVA. Orsolya (sz. 1993) a művészetek iránt érdeklődik, s a legkisebb, Júlia (sz. 2002 v. 2003). Apósa Herczegh Géza volt alkotmánybíró, illetve a hágai Nemzetközi Bíróság volt bírája.

## Művei
- Visszaszámlálás. Budapest: XXI. Század Intézet. 2005.  = Polgári jövő könyvek,  ISBN 9632185110